# 6077 Messner
6077 Messner eller 1980 TM är en asteroid i huvudbältet som upptäcktes den 3 oktober 1980 av den tjeckiske astronomen Zdeňka Vávrová vid Kleť-observatoriet. Den är uppkallad efter bergsklättraren Reinhold Messner.
Asteroiden har en diameter på ungefär 8 kilometer och den tillhör asteroidgruppen Agnia.